# Porte des Lions (Palerme)
Pour les articles homonymes, voir Porte des Lions.
La Porte des Lions (en italien, Porta dei Leoni) est une ancienne porte de Palerme.

## Histoire
La porte est située à l'intérieur de la place du même nom et a été construite en 1799 avec le Parco della Favorita, dont elle est devenue, et reste toujours, l'accès principal. Actuellement, les deux portes sont utilisées pour accéder au parc pour les voitures.

## Structure
La porte est en pierre calcaire, le style est typiquement néoclassique, assez austère sans trop de concessions aux décors. Le nom dérive des décorations en forme de lion sur les côtés de la porte.